# Viktor Mychajlovyč Kuznecov
Viktor Mychajlovyč Kuznecov (in ucraino Віктор Михайлович Кузнецов?, angl. Viktor Mikhailovich Kuznetsov; Dniprodzeržyns'k, 8 gennaio 1961) è un allenatore di calcio ed ex calciatore ucraino, fino al 1991 sovietico, di ruolo centrocampista.

## Carriera

### Club
Nel 1978 entra nel Dnepr, squadra che gioca nella massima divisione sovietica. In seguito alla retrocessione in seconda divisione Kuznecov viene schierato con più frequenza. Nel 1980 si trasferisce allo SKA Kiev, prima di passare al Nikopol' in seconda divisione (1982). Ritornato al Dnepr, tra il 1982 e il 1986 coglie la vittoria del campionato sovietico nel 1983 e il successo nella Coppa delle federazioni del 1986 contro lo Zenit (2-0). In particolare Kuznecov è uno dei protagonisti della vittoria del torneo 1983: realizza 7 reti, risultando decisivo contro il Neftçi Baku, ai quali segna due reti (2-2), e contro il Nistru Chișinău (0-1). Dal 1987 veste le maglie di Nistru Chișinău, Lokomotiv Mosca, Nikopol', Torpedo Zaporižžja, Tavria Novotroitsk (una squadra amatoriale) e Constructorul-93 Chișinău, società moldava con la quale conquista la Coppa nazionale nella stagione 1995-1996, l'ultima della sua carriera.
Nella stagione 2001-2002 allena lo Stal Dneprodzeržinsk

## Palmarès

### Club

#### Competizioni nazionali
- Vysšaja Liga: 1

Dnepr: 1983
- Kubok Federacii SSSR: 1

Dnepr: 1986
- Cupa Moldovei: 1

Constructorul Chișinău: 1995-1996